# Richard Javier Morales Aguirre
Ríchard Javier Morales Aguirre (Las Piedras, 21 de febrer de 1975) és un exfutbolista uruguaià, que ocupava la posició de davanter.

## Trajectòria
Després de començar la seua carrera professional amb els modestos C.A. Progreso i Basañez, és transferit el 1999 a un dels equips més importants del seu país, el Club Nacional de Football.
Va destacar al Nacional i el gener de 2003 marxa a la lliga espanyola per formar al CA Osasuna. Després de passar els següents mesos com a suplent i sense massa gol (no marca fins a la primavera del 2004), va assolir nou dianes la temporada 04/05, decisius per a la permanència dels navarresos a la màxima categoria. A l'any següent fitxa pel Màlaga CF, on només marca en tres ocasions.
L'agost del 2008, després d'un breu retorn a Nacional, signa un contracte amb el Flamengo brasiler per a la resta de la temporada. Però, l'endemà els jugadors d'aquest equip van ser atacats pels seus seguidors, amb la qual cosa Morales va decidir no entrar al Flamengo, i fitxa per un altre equip brasiler, el Grémio. El 2009 recala a la LDU Quito, on roman fins a l'abril d'eixe any.

## Selecció
Morales va jugar 26 partits i va marcar sis gols amb la selecció de l'Uruguai. Dos gols seus a l'eliminatòria davant Austràlia van donar el passi als charrua a la cita mundialista de Corea / Japó 2002, on hi va participar. També va jugar a la Copa Amèrica de 2001 i 2004.